# Град уметности и науке
Град уметности и науке (шп. Ciudad de las Artes y las Ciencias, кат. Ciutat de les Arts i les Ciències) је средиште музеја и културних институција, најпопуларнија туристичка атракција у Валенсији, Шпанија.

## Историја
Године 1957. Валенсију су задесиле тешке поплаве на реци Турија, која је протицала кроз град. Пошто то није био први пут, власти су одлучиле да промене ток реке и да њен извор преместе јужно од града. Као последица тога Валенсија је добила око 10 km земље на којој су, почев од 1980-их, изграђени паркови, фудбалска игралишта и други рекреациони центри.
Пројектовање грађевина Града уметности и науке, које је власништво Аутономне покрајине Валенсије, започето је у јулу 1996. године. Главни архитект је био један од најпознатијих у свету, Сантијаго Калатрава, који је и рођен у овом граду. Музеј океанографије пројектовао је покојни Феликс Кандела. Средиште је отворено за јавност 16. априла 1998.

## Главне атракције
- El Palau de les Arts Reina Sofía – четири велика локала где се одржавају позоришне представе, опере и концерти, те неколико мањих локала за изложбе.
- L'Hemisfèric – IMAX биоскоп, планетаријум, ласерске представе.
- L'Umbracle – ботаничка башта са флором типичном за ове крајеве и шеталиштем где се налази и El Paseo de las Esculturas, галерија под небом где се могу посматрати дела савремених светских уметника.
- El Museu de les Ciències Príncipe Felipe – музеј науке
- L'Oceanogràfic – највећи музеј океанографије у Европи који обухвата 110.000 .

## Галерија
- El Museu de les Ciències Príncipe Felipe
- L'Hemisfèric
- L'Umbracle
- L'Oceanogràfic